# Ріко Штайнманн
Ріко Штайнманн (нім. Rico Steinmann, нар. 26 грудня 1967, Хемніц) — німецький футболіст, що грав на позиції півзахисника.
Виступав за клуби «Карл-Маркс-Штадт», «Кельн» та «Твенте», а також національну збірну НДР.

## Клубна кар'єра
У дорослому футболі дебютував 1985 року виступами за команду «Карл-Маркс-Штадт» з однойменного рідного міста, в якій провів шість сезонів, взявши участь у 128 матчах вищого дивізіону чемпіонату НДР. Більшість часу, проведеного у складі «Карл-Маркс-Штадта», був основним гравцем команди і у 1989 році вийшов до фіналу Кубка НДР, де команда Штайнманна програла 0:1 «Динамо» (Берлін), а наступного 1990 року став з командою віце-чемпіоном НДР.

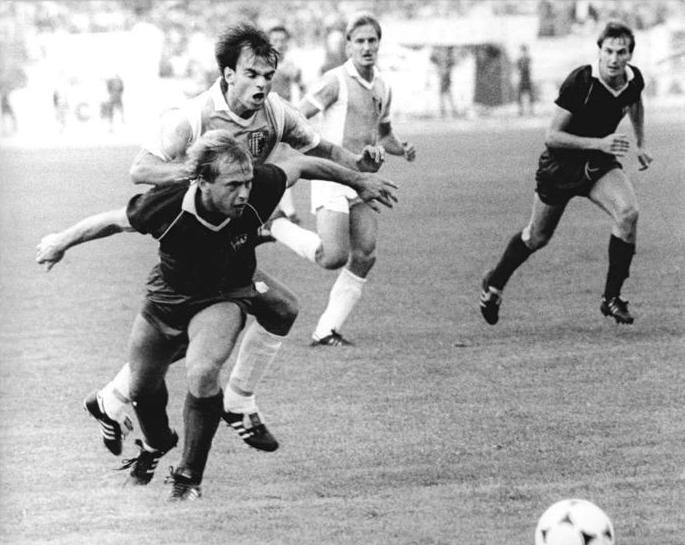
Ріко Штайнманн у 1989 році під час виступів за «Карл-Маркс-Штадт».

Після завершення сезону 1990/91, в якому його команда посіла 5 місце, чемпіонат НДР було скасовано, а команди були розподілені між дивізіонами об'єднаної Німеччини. Клуб Штайнманна, який вже змінив назву на «Хемніцер», був відправлений до Другої Бундесліги, але сам Ріко подовжив виступати у вищому дивізіоні, перейшовши у «Кельн». Дебютував у Бундеслізі 2 серпня 1991 року в матчі проти «Бохума» (2:2). 20 вересня 1991 року в грі проти менхенгладбахської «Боруссії» (2:2) забив перший гол у Бундеслізі. Загалом відіграв за кельнський клуб наступні шість сезонів своєї ігрової кар'єри. Граючи у складі «Кельна» також здебільшого виходив на поле в основному складі команди.
1997 року перейшов до нідерландського клубу «Твенте», де знову об'єднався з Гансом Меєром, який у 1988—1991 роках був його тренером у «Карл-Маркс-Штадті». У нідерландській команді Ріко за два сезони зіграв в 46 матчах і забив три голи. Через травму Ахіллового сухожилля він не зміг зіграти жодного матчу у своєму третьому сезоні в Енсхеде і завершив кар'єру футболіста виступами у 2000 році. У 2002 році він переїхав назад у рідний Хемніц, колишній Карл-Маркс-Штадт, де став технічним директором «Хемніцера», що грав у Регіоналлізі Північ. Після конфлікту з іншими членами правління він пішов з посади у 2004 році.

## Виступи за збірні
1987 року у складі юнацької збірної НДР (U-20) став бронзовим призером молодіжного чемпіонату світу в Чилі, де зіграв у 4 іграх і забив гол з пенальті у чвертьфіналі проти Болгарії (2:0).
19 листопада 1986 року дебютував в офіційних іграх у складі національної збірної НДР в кваліфікаційному матчі до чемпіонату Європи 1988 року з Францією (0:0). 26 жовтня 1989 року в товариській гри проти Мальти (4:0) він забив два голи, які стали його першими в національній команді. Востаннє у складі збірної він зіграв 13 травня 1990 року у товариському матчі проти Бразилії (3:3) і забив гол у тому матчі. Всього протягом кар'єри у національній команді, яка тривала 5 років, провів у її формі 23 матчі, забивши 3 голи.

## Титули і досягнення
- Чемпіон Європи (U-18): 1986